# Berantevilla
Berantevilla – gmina w Hiszpanii, w prowincji Araba, w Kraju Basków, o powierzchni 35,73 km². W 2011 roku gmina liczyła 480 mieszkańców.